# Жиро, Сюзанна (разведчик)
Сюзанна Жиро (18 ноября 1910 — ?) — советская разведчица, член разведывательной сети «Красная  капелла».

## Биография
Родилась 18 ноября 1910 года во французском городе Эн. Была замужем за Пьером Доржем Жиро (оперативные псевдонимы Робер, Люси) который родился 13 февраля 1914 года в Департаменте Рона. У супругов Жиро, живших в Ле Пек, хранилась рация. Их завербовал Лео Гроссфогель для обеспечения связи разведывательной организации во Франции, которой руководил Леопольд  Треппер. В 1942 году вместе с мужем Сюзанна Жиро исполняла обязанности курьера Треппера для связи с французской ФКП. По каналу связи ФКП передавалась информация в Москву. Затем она стала выполнять роль связной Треппера с Кете Фелькер. Сюзанна Жиро была арестована в 1942 году. Дальнейшая её судьба неизвестна, возможно, что её казнили.